# الزادا (مونتانا)
الزادا (به انگلیسی: Alzada) یک محدوده ثبت‌نشده در شهرستان کارتر ایالت مونتانا کشور ایالات متحده آمریکا است که جمعیت آن در سرشماری سال ۲۰۱۰ میلادی، ۲۹ نفر بوده‌است.